# 加布丽埃莱·赛费特
加布丽埃莱·赛费特（德語：Gabriele Seyfert，1948年11月23日—），德国女子花样滑冰运动员。她曾代表德国联队、东德参加1964年和1968年冬季奥林匹克运动会花样滑冰比赛，其中1968年冬季奥运会获得一枚银牌。